# Скалатрон
Скалатрон (англ. Scalatron) — електронний орган виробництва компанії Motorola, який дозволяв виконувати мікротонову музику.
Оригінальний скалатрон був створений на початку 1970-х років. Інструмент складався з двох стандартних клавіатур на п'ять октав (12 нот в октаві, 7 білих та 5 чорних клавіш; так звана «галберштадська» розкладка). Електронний синтезатор було вбудовано в дерев'яний корпус домашнього органу. Висота звучання кожної ноти могла бути запрограмована незалежно від інших. Частота генератора задавалася за допомогою десяти бінарних перемикачів, що давало можливість обирати одну з 1024 можливих висот нот, з точністю до пів цента.
1974 року американський композитор та теоретик Джордж Секор звернувся до президента компанії Motorola Scalatron та запропонував побудувати інструмент з узагальненою клавіатурою, що була різновидом розкладки Бозантека та була схожа на баянну. В результаті, в проміжку між 1979 та 1981 роками було створено другу версію скалатрону, яка мала 240 різноколірних овальних клавіш та дозволяла розбивати октаву на 56 нот. Інструмент міг відтворювати як звучання органу, так і синтезоване звучання, а для настроювання висот звуків інструмент містив чорно-білий монітор.
Кожен з інструментів коштував близько 6-10 тис. доларів, і ще 1 тис. доларів коштував додатковий блок із набором настроювань. Попри перспективи використання інструменту у мікротоновій музиці, його висока цена та обмежені тембральні можливості призвели до того, що виробництво було недовгим. Всього було побудовано менш ніж 20 інструментів, серед яких 12 в оригінальному дизайні та лише два — з клавіатурою Секора.
Серед виконавців, що використовували скалатрон у своїх творах — сам Джордж Секор, який писав у 31-нотному рівномірно-темперованому строї (на відміну від звичного 12-нотного), та виконував твори Гаррі Парча та Бена Джонстона, та Іслі Блеквуд, що написав 12 мікротонових етюдів, в яких октава складалася з 13-24 нот.